# Archibald Alison (advogado)
Archibald Alison, 1º Baronete FRSE (Kenley, Shropshire, 29 de dezembro de 1792 – Possilpark, Glasgow, 23 de maio de 1867) foi um advogado e historiador escocês. Ocupou vários proeminentes cargos legais. Era o filho mais novo do clérigo episcopal e escritor Archibald Alison. Seu irmão mais velho foi o médico e reformador social William Alison.

## Juventude
Alison nasceu no presbitério em Kenley, Shropshire, filho do reverendo Archibald Alison e de sua esposa Dorothea Gregory, neta de James Ochoncar Forbes 17º Lorde de Forbes.
Em 1800, seus pais retornaram com a família para Edimburgo, uma vez que seu pai achava que ele poderia dar a seus filhos uma educação melhor e carreiras mais independentes na Escócia.
Depois de estudar com um professor particular, e na Universidade de Edimburgo, Alison foi, em 1814, admitido na Faculdade de Advogados, na qual finalmente alcançou alguma distinção, tornando-se Xerife de Lanarkshire, em 1834. Em 1853, recebeu o grau de Doutor de Direito Civil pela Universidade de Oxford.

## Escritor
Quando viajava pela França em 1814, Alison concebeu a ideia de sua Modern History of Europe from the French Revolution to the Fall of Napoleon, que trata do período compreendido entre o início da Revolução Francesa até a restauração dos Bourbons, e se estende, em sua forma original (1833-1842), a dez volumes. O trabalho é vasto, mas é extremamente difuso e unilateral, e muitas vezes prosaico.
Benjamin Disraeli satiriza o autor no romance Coningsby como o Sr. Wordy, que escreveu uma história para provar que a Providência estava do lado dos Tories. Teve, porém, uma venda enorme. Uma continuação da mesma (1852-1859) trouxe a história até a Ascensão de Louis Napoléon. O trabalho era popular e foi traduzido para muitas línguas, incluindo o árabe e o hindustâni. Alison também foi o autor de Life of Marlborough, e de duas obras sobre Direito criminal escocês.

## Reitor
Foi eleito Lorde Reitor sucessivamente, do Marischal College, Aberdeen e da Universidade de Glasgow. Em 1852 recebeu o título de baronete, durante a administração do Lorde de Derby.

## Família e morte
Em 1825, Alison se casou com Elizabeth Glencairn, filha de Patrick Fraser Tytler; os filhos do casamento foram: Archibald, Frederick e Eliza Frances Catherine. Os dois filhos tornaram-se distintos oficiais britânicos. Alison morreu perto de Glasgow, Escócia com a idade de 74 anos e foi sucedido no baronato por seu filho mais velho, Sir Archibald Alison, 2º Baronete. A autobiografia do 1º Baronete foi publicada em 1883; seu retrato foi pintado por Robert Scott Lauder.

## Trabalhos publicados
- History of Europe from the Commencement of the French Revolution in 1789 to the Restoration of the Bourbons in 1815 (1833–1843, 10 vol.) (A 10ª edição da obra foi reimpressa em 1973 pela AMS Press em capa dura; em 2010, a 1ª edição foi reimpressa pela Cambridge University Press como parte de sua série Cambridge Library Collection.)
- Principles of the Criminal Law of Scotland (1832)
- Practice of the Criminal Law of Scotland (1833)
- Principles of Population, and Their Connection with Human Happiness (1840, 2 vol.)
- England in 1815 and 1845 (1845)
- Free Trade and a Fettered Currency (1847)
- The Military Life of John, Duke of Marlborough (1848)
- Essays; Political, Historical and Miscellaneous (1850, 3 vol.)
  - Vol. I.
  - Vol. II.
  - Vol. III.
- History of Europe from the Fall of Napoleon in 1815 to the Accession of Louis Napoleon in 1852 (1852–1859, 8 vol.)
- The Currency Laws (1859)
- Lives of Lord Castlereagh and Sir Charles Stewart (1861)
- Some Account of My Life and Writings: An Autobiography (1883, 2 vol.)
  - Vol. I.
  - Vol. II.

Artigos
- "The Increase of Crime," Blackwood's Edinburgh Magazine, Vol. LV (1844)
- "Causes of Increase of Crime," Blackwood's Edinburgh Magazine, Vol. LVI (1844)
- "Lamartine," Blackwood's Edinburgh Magazine, Vol. LVI (1844)
- "Guizot," Blackwood's Edinburgh Magazine, Vol. LVI (1844)
- "Homer, Dante, and Michael Angelo," Blackwood's Edinburgh Magazine, Vol. LVII (1845)
- "British History during 18th Century," Blackwood's Edinburgh Magazine, Vol. LVII (1845)
- "Virgil, Tasso, and Raphael," Blackwood's Edinburgh Magazine, Vol. LVII (1845)
- "Hannibal," Blackwood's Edinburgh Magazine, Vol. LVII (1845)
- "Marlborough. No. I," Blackwood's Edinburgh Magazine, Vol. LVIII (1845)
- "Montesquieu," Blackwood's Edinburgh Magazine, Vol. LVIII (1845)
- "Humboldt," Blackwood's Edinburgh Magazine, Vol. LVIII (1845)
- "Marlborough. No. II," Blackwood's Edinburgh Magazine, Vol. LVIII (1845)
- "Marlborough. No. III," Blackwood's Edinburgh Magazine, Vol. LIX (1846)
- "The Roman Campagna," Blackwood's Edinburgh Magazine, Vol. LIX (1846)
- "The Fall of Rome," Blackwood's Edinburgh Magazine, Vol. LIX (1846)
- "Marlborough's Dispatches, 1708–1709" Blackwood's Edinburgh Magazine, Vol. LX (1846)
- "The Romantic Drama," Blackwood's Edinburgh Magazine, Vol. LX (1846)
- "Marlborough's Dispatches, 1710–1711" Blackwood's Edinburgh Magazine, Vol. LX (1846)
- "Marlborough's Dispatches, 1711–1712" Blackwood's Edinburgh Magazine, Vol. LX (1846)
- "The British Theatre, Part I," The Dublin University Magazine, Vol. XLVIII (1846)
- "The British Theatre, Part II," The Dublin University Magazine, Vol. XLVIII (1846)
- "Eugene, Marlborough, Frederick, Napoleon, and Wellington," Blackwood's Edinburgh Magazine, Vol. LXI (1847)
- "Lessons from the Famine," Blackwood's Edinburgh Magazine, Vol. LXI (1847)
- "M. De Tocqueville," Blackwood's Edinburgh Magazine, Vol. LXI (1847)
- "Thirty Years of Liberal Legislation," Blackwood's Edinburgh Magazine, Vol. LXIII (1848)
- "Fall of the Throne of the Barricades," Blackwood's Edinburgh Magazine, Vol. LXIII (1848)
- "The Revolution in Europe," Blackwood's Edinburgh Magazine, Vol. LXIII (1848)
- "How to Disarm the Chartists," Blackwood's Edinburgh Magazine, Vol. LXIII (1848)
- "The Navigation Laws," Blackwood's Edinburgh Magazine, Vol. LXIV (1848)
- "Continental Revolutions—Irish Rebellion—English Distress," Blackwood's Edinburgh Magazine, Vol. LXIV (1848)
- "The Year of Revolutions," Blackwood's Edinburgh Magazine, Vol. LXV (1849)
- "Free Trade at its Zenith," Blackwood's Edinburgh Magazine, Vol. LXVI (1849)
- "The Year of Reaction," Blackwood's Edinburgh Magazine, Vol. LXVII (1850)
- "The Ministerial Measures," Blackwood's Edinburgh Magazine, Vol. LXVII (1850)
- "Free-trade Finance," Blackwood's Edinburgh Magazine, Vol. LXVII (1850)
- "Chateaubriand's Memoirs," Blackwood's Edinburgh Magazine, Vol. LXVIII (1850)
- "Ledru Rollin on England," Blackwood's Edinburgh Magazine, Vol. LXVIII (1850)
- "Foreign Affairs," Blackwood's Edinburgh Magazine, Vol. LXVIII (1850)
- "Ancient and Modern Eloquence," Blackwood's Edinburgh Magazine, Vol. LXVIII (1850)
- "The Currency Extension Act of Nature," Blackwood's Edinburgh Magazine, Vol. LXIX (1851)
- "Biography," Blackwood's Edinburgh Magazine, Vol. LXIX (1851)
- "The Dangers of the Country—External," Blackwood's Edinburgh Magazine, Vol. LXIX (1851)
- "The Dangers of the Country—Our Internal Dangers," Blackwood's Edinburgh Magazine, Vol. LXIX (1851)
- "The Dinner to Lord Stanley," Blackwood's Edinburgh Magazine, Vol. LXIX (1851)
- "Æschylus, Shakespeare and Schiller," Blackwood's Edinburgh Magazine, Vol. LXIX (1851)
- "The Census and Free Trade," Blackwood's Edinburgh Magazine, Vol. LXX (1851)